# Al-Hasan al-Askari
al-Ḥasan ibn ʿAlī al-ʿAskarī (in arabo الحسن بن علي العسكر‎?; Medina, 6 dicembre 846 – Samarra, 1º gennaio 874) è stato l'11° e penultimo Imam sciita.

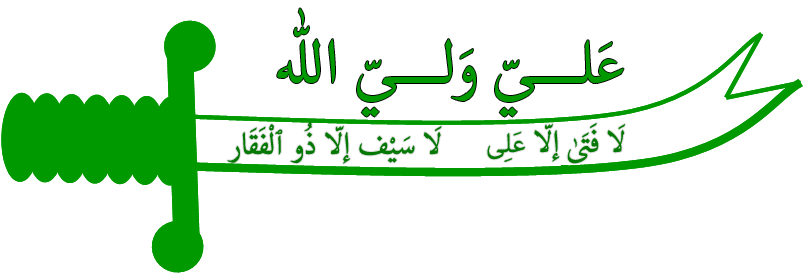
Zulfiqar

Il suo nome completo era al-Ḥasan ibn ʿAlī ibn Muḥammad, e fu detto al-ʿAskarī perché era tenuto in residenza obbligata in un campo fortificato (ʿaskar) di Sāmarrāʾ dai suoi acerrimi nemici Abbasidi.

## Biografia
L'Imām al-Ḥasan ibn ʿAlī al-ʿAskarī è stato l'11º Imam degli sciiti imamiti (o duodecimani) e degli alauiti. Nacque a Medina e morì a Sāmarrāʾ.

Suo padre era Ali al-Hadi e sua madre Salīl o Ḥudaytha. 
Morì avvelenato il 1º gennaio 874, su ordine del Califfo abbaside al-Muʿtamid e fu inumato vicino al padre a Samarra.

## Imamato
La sua biografia completa è divisibile in tre periodi:
- Per 13 anni visse a Medina.
- Per 10 anni abitò a Samarra, al tempo dell'Imamato di suo padre Ali al-Hadi.
- Suo Imamato, di circa 6 anni (dal 254 dell'E. al 260 E.).[3]

Ibn ÷Šahr§¯Šåb, Ma#§lim al- #ulam§", ed. #Abb§s IÎb§l, Tehran 1353/1934, 88

## Matrimonio e discendenza
Fu sposato a una schiava, bizantina o africana, di nome Narjis. Dal loro matrimonio nacque il 12º Imam, Muhammad al-Mahdi, che rimase figlio unico.